# Otacilia kao
Espèce
Otacilia kao est une espèce d'araignées aranéomorphes de la famille des Phrurolithidae.

## Distribution
Cette espèce se rencontre en Thaïlande sur Ko Chang et au Viêt Nam sur Phú Quốc,.

## Description
Le mâle holotype mesure 3,3 mm et la femelle paratype 4,1 mm.

## Publication originale
- Jäger & Wunderlich, 2012 : Seven new species of the spider genus Otacilia Thorell 1897 (Araneae: Corinnidae) from China, Laos and Thailand. Beiträge zur Araneologie, vol. 7, p. 251-271 & 352-357.